# Santos Isasa y Valseca
Santos Isasa y Valseca (Montoro, 1822 — Madrid, 18 de dezembro de 1907) foi um advogado e político espanhol. Foi ministro do Fomento durante a regência de María Cristina de Habsburgo-Lorena, entre 5 de julho de 1890 e 23 de novembro de 1891. entre el 5 de julio de 1890 y el 23 de noviembre de 1891
1. 1 2  Centro de Ciencias Humanas y Sociales (CCHS) del CSIC (ed.). «Ministros y miembros de organismos de gobierno. Regencias, Juntas de Gobierno, etc (1808-2000)»